# 小行星2425
小行星2425（2425 Shenzhen），又称为深圳星，是由紫金山天文台在1975年3月17日发现的主带小行星。
該小行星在1991年1月30日正式以深圳市命名。